# Dendrobium loddigesii
Dendrobium loddigesii  Rolfe, 1887 è una pianta della famiglia delle Orchidacee.

## Descrizione
È una orchidea epifitea, litofita o terrestre di piccole dimensioni, con steli di colore bianco, inguainati trapuntati, pendenti che recano foglie alternate, carnose, acute. La fioritura avviene tra febbraio e giugno. I fiori, singoli, duraturi e profumati nascono dai nodi e hanno dimensione di cinque centimetri in media..

## Distribuzione e habitat
La specie è originaria di Myanmar, Laos, Vietnam, Cambogia, Thailandia e della Cina meridionale (province di Guangdong, Guangxi, Guizhou, Hainan e Yunnan).
Cresce in boschi misti di conifere e latifoglie, umidi e ricchi di muschio, ad un'altitudine compresa tra 1000 e 1500 metri.